# EMD 645
EMD 645 é uma linha de motores a diesel da Electro-Motive Diesel, divisão de locomotivas da General Motors sucessora da linha EMD 567 e antecessora da linha 710.
Introduzida em 1965, o EMD 645 é um motor diesel estacionário de 2 tempos, com bancadas de cilindros em V defasados em 45º como seu antecessor 567, possui diâmetro de pistão de 230,2 mm e curso de 254 mm totalizando 10.565,1 cc por cilindro ou 645 polegadas cúbicas e sua taxa de compressão é de 14,5:1. 
Sua velocidade de funcionamento foi aumentada em comparação ao EMD 567, passando de 800/835 rpm para 900 rpm.
Foi usado pela primeira vez na série "40" da EMD (GP40, SD40) e as últimas locomotivas a ter o motor 645 foram os da série "50" (GP50, SP50) em 1985 quando a EMD o substituiu pela linha 710.

## Versões
6-645E - 6 cilindros com compressor, 750hp
8-645C - 8 cilindros com compressor, 1100hp
8-645E - 8 cilindros turbo, 1500hp
16-645E - 16 cilindros com compressor, 2000hp, usado na locomotiva G16U (atualmente)
8-645E3 - 8 cilindros turbo, 1650hp, usado na locomotiva GT18MC
12-645C - 12 cilindros, 1650hp, usado na locomotiva EMD G22U
12-645E3 - 12 cilindros turbo, 2250hp, usado na locomotiva GT22CUM-1
16-645E3 - 16 cilindros turbo, 3000hp, usado nas locomotivas EMD GT26CUM e EMD SD40-2
20-645E3 - 20 cilindros turbo, 3600hp, usado na locomotiva EMD DDM45
16-645E3A - 16 cilindros turbo, 3300hp
20-645E3A - 20 cilindros turbo, 4200hp
8-645E3B - 8 cilindros turbo, 1514/1666hp
12-645E3B - 12 cilindros turbo, 2380/2570hp
16-645E3B - 16 cilindros turbo, 3195/3390hp
20-645E3B - 20 cilindros turbo, 3765/3960hp, usado na locomotiva modernizada DDM45MP
16-645E3C - 16 cilindros turbo, 3300hp
16-645F - 16 cilindros turbo, 3500hp
12-645F3B - 12 cilindros, 2800hp